# Yūkō Osada
Yūkō Osada (長田悠幸?, Osada Yūkō; Kyōto, 7 dicembre 1978) è un fumettista giapponese.

## Biografia
Nato Yū Yuki Nagata, esordì sotto lo pseudonimo di Hiroyuki Osada (長田裕幸?, Osada Hiroyuki) nel 1996 con una storia autoconclusiva con la quale vinse l'hop step della rivista Weekly Shōnen Jump. Studiò all'accademia del fumetto di Tokyo, dove sviluppò un forte senso artistico, e imparò a creare manga e ad apprezzare il mondo dei fumettisti, prendendo come esempio il grande disegnatore Akira Toriyama, autore di Dr. Slump e Dragon Ball.
Fresco di accademia disegnò la sua prima serie, ovvero Toto, una miniserie composta da due volumi che riscosse moltissimo successo in Giappone. Avendo riscosso tale successo nel campo dei fumetti, continuò a produrre miniserie finché non creò un manga che viene apprezzato in tutto il mondo, Toto!: The Wonderful Adventure, un remake della prima serie composto da cinque volumi. L'ultimo suo successo pubblicato è intitolato C - The Will of the Child, composto da due volumi. Tuttora, mentre produce miniserie, si dedica al campo dell'animazione.

## Opere pubblicate
Opere pubblicate:
- Magara (1996)
- Toto, The Wonderful Legend (2002)
- Eastern Eastern (2002)
- Tokyo Snow White Project (2003)
- C - The Will of the Child (2003)
- Haguruma Kyousou (2003)
- Toto!: The Wonderful Adventure (2005)
- Raoh - Il conquistatore del cielo (2006)
- Tribal 12 (2007)
- Guts & Blood (2008)
- Run Day Burst (2008)
- Jashu (2009)
- Kid I Luck! (2012)